# Empis cyaneiventris
Empis cyaneiventris är en tvåvingeart som beskrevs av Frey 1953. Empis cyaneiventris ingår i släktet Empis och familjen dansflugor. Inga underarter finns listade i Catalogue of Life.